# Celes variabilis
Celes variabilis är en insektsart som först beskrevs av Peter Simon Pallas 1771.  Celes variabilis ingår i släktet Celes och familjen gräshoppor.

## Underarter
Arten delas in i följande underarter:
- C. v. curtipennis
- C. v. variabilis
- C. v. carbonaria